# Polirycynooleinian poliglicerolu
Polirycynooleinian poliglicerolu, E476 – organiczny związek chemiczny, półsyntetyczny emulgator i stabilizator otrzymywany z glicerolu i oleju rycynowego. Stosowany głównie w przemyśle spożywczym do łatwiejszego, lepszego i trwalszego mieszania składników, zwłaszcza przy produkcji czekolady i wyrobów czekoladopodobnych.

## Dopuszczalne użycie
Dopuszczalne ilości polirycynooleinianu poliglicerolu w produktach żywnościowych (stan na 2009):
- produkty o zredukowanej ilości tłuszczu przeznaczone do smarowania pieczywa – 4 g/kg
- inne produkty:
  - sosy sałatkowe – 4 g/kg
  - słodycze na bazie kakao – 5 g/kg
  - czekolada – 5 g/kg

## Skutki uboczne
W testach na zwierzętach przy podawaniu dużych dawek obserwowano powiększenie wątroby i nerek. Odradza się częste spożywanie. U ludzi nie stwierdzono skutków ubocznych.